# Dora (New Mexico)
Dora ist eine Stadt im Roosevelt County im US-Bundesstaat New Mexico in den Vereinigten Staaten mit 133 Einwohnern (Stand: 2010).

## Geografie
Die Stadt liegt etwas östlich des geografischen Zentrums des Countys im äußersten Osten von New Mexico, ist etwa 15 km von Texas entfernt und hat eine Gesamtfläche von 7,3 km² ohne nennenswerte Wasserfläche.

## Demografische Daten
Nach der Volkszählung im Jahr 2000 lebten hier 130 Menschen in 43 Haushalten und 36 Familien. Die Bevölkerungsdichte betrug 17,8 Einwohner pro km². Ethnisch betrachtet setzte sich die Bevölkerung zusammen aus 86,15 % weißer Bevölkerung, 2,31 % amerikanischen Ureinwohnern, 11,54 % aus anderen ethnischen Gruppen.
Von den 43 Haushalten hatten 53,50 % Kinder und Jugendliche unter 18 Jahre, die bei ihnen lebten. 74,40 % waren verheiratete, zusammenlebende Paare, 9,30 % waren allein erziehende Mütter und 14,00 % waren keine Familien, 14,00 % bestanden aus Singlehaushalten und in 7,00 % lebten Menschen im Alter von 65 Jahren oder darüber. Die Durchschnittshaushaltsgröße betrug 3,02 und die durchschnittliche Familiengröße lag bei 3,35 Personen.
Auf den gesamten Ort bezogen setzte sich die Bevölkerung zusammen aus 37,70 % Einwohnern unter 18 Jahren, 4,60 % zwischen 18 und 24 Jahren, 24,60 % zwischen 25 und 44 Jahren, 20,80 % zwischen 45 und 64 Jahren und 12,30 % waren 65 Jahre alt oder darüber. Das Durchschnittsalter betrug 33 Jahre. Auf 100 weibliche Personen kamen 85,7 männliche Personen. Auf 100 Frauen im Alter von 18 Jahren oder darüber kamen statistisch 88,4 Männer.
Das jährliche Durchschnittseinkommen eines Haushalts betrug 38.333 USD, das Durchschnittseinkommen der Familien betrug 40.417 USD. Männer hatten ein Durchschnittseinkommen von 28.750 USD, Frauen 21.250 USD. Das Prokopfeinkommen betrug 17.831 USD. 10,80 % der Familien und 8,70 % der Bevölkerung lebten unterhalb der Armutsgrenze.